# Araya (Venezuela)
Araya es un pueblo venezolano ubicado en el sector más occidental de la Península de Araya, en el Estado nororiental de Sucre. Es capital del Municipio Cruz Salmerón Acosta. 
Araya es árida y seca, y es mundialmente conocida por sus salinas. Posee un gran potencial turístico gracias a sus hermosas playas y a la antigua fortaleza española ubicada junto a la costa.
La vía más rápida para llegar a Araya es tomando una pequeña embarcación o bahía conocida como Tapaíto, desde la ciudad de Cumaná, de la cual dista unos 18 km.[cita requerida] También se puede llegar tomando un transbordador (chalana) desde el terminal de ferry de Cumaná.

## Historia
Descubierta por Pedro Alonso Niño y Cristóbal Guerra en 1500, la historia de la comunidad de Araya se halla estrechamente relacionada con la explotación de las salinas que permitieron la obtención, desde tiempos tempranos de la conquista, de sal en el Caribe, lo cual facilitó la navegación y las acciones realizadas en esas tierras al poder disponer de ese importante conservante in situ. La riqueza y lo óptimo de la sal de estas salinas es reseñada por Pedro Mártir de Anglería en 1515 y por fray Bartolomé de las Casas en 1552.
Pero no es hasta el año 1601 cuando los españoles toman conciencia de la importancia de las salinas debido a las incursiones de navíos de piratas holandeses en la península de Araya con la intención de apoderarse de la misma y de la explotación perlífera de la isla de Cubagua y otros recursos como la brea,
 

La situación llegó a un punto crítico en 1605 cuando se enfrentaron ocho barcos holandeses con la flota española. Los holandeses fueron derrotados y los españoles destruyeron las instalaciones que habían construido en la salina, ejecutando además a los prisioneros, entre ellos a su comandante, el pirata Daniel de Moucheron, en el cerro que hoy lleva su nombre. Las hostilidades hispano-holandesas se fueron sucediendo y a raíz de esta puja, la Corona española decreta en 1622 construir la Real Fortaleza Santiago de Arroyo de Araya o castillo de Araya, culminada en 1630. En 1648 se firmó la paz con Holanda, y el tráfico formal de mercancías se estableció en la zona sur oriental del Caribe. El Castillo de Araya dejó de tener funciones defensivas el 6 de enero de 1762, cuando fue volado parcialmente por orden del gobernador de Cumaná. 

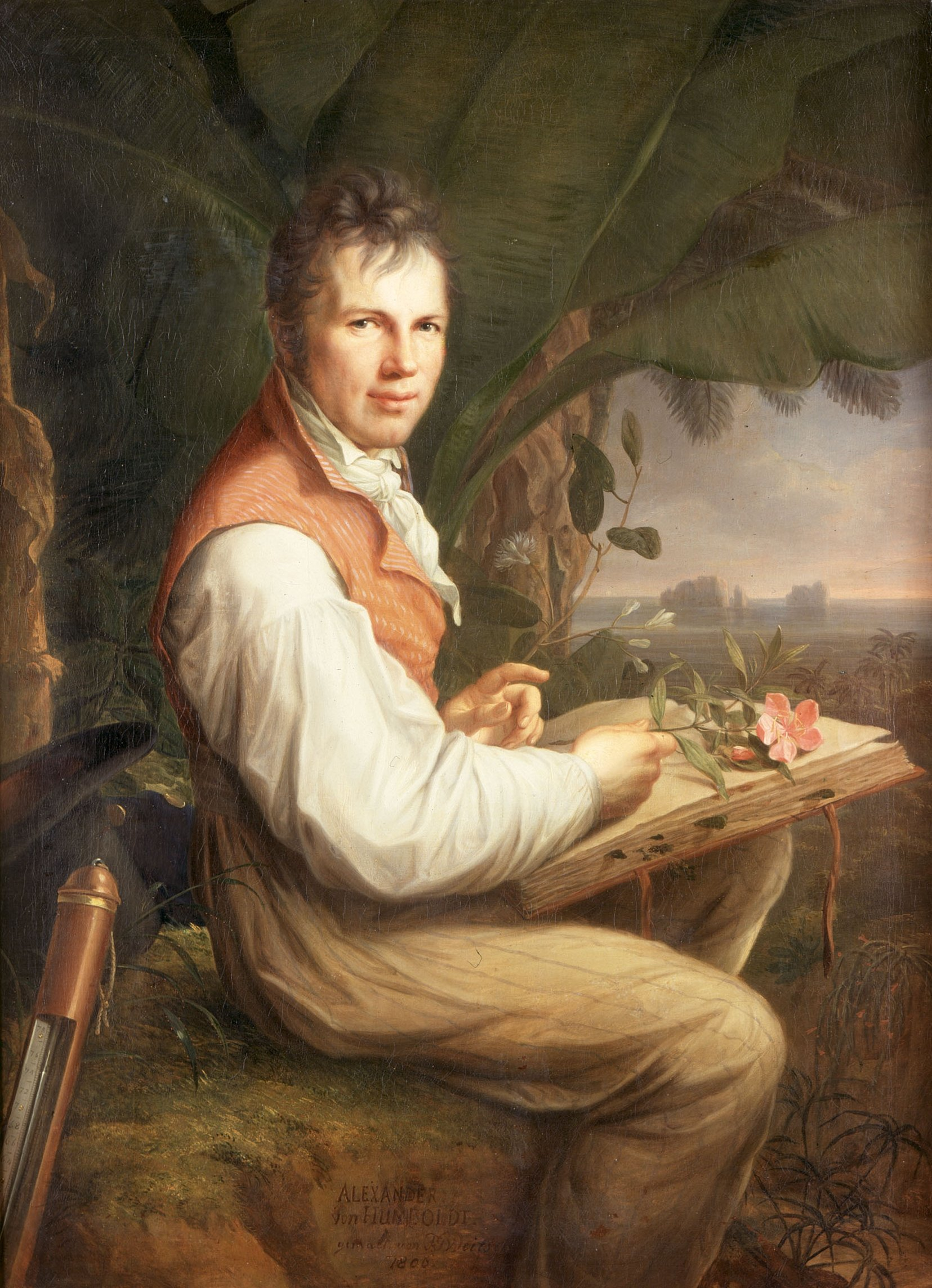
Alexander von Humboldt, 1806.

Hasta las inmediaciones de la población de Araya y de su castillo llegaron dos eminentes naturalistas que exploraron científicamente el territorio venezolano en el periodo colonial. El primero de ellos el sueco Pehr Löfling, quien fue el pionero en realizar descripciones de carácter metódico de la fauna y flora venezolana e introduce el microscopio en el país. Löfling, el 8 de abril de 1754 desde el buque donde venía a Venezuela, fondeado frente al castillo de Araya, estudia el fenómeno de bioluminiscencia marina característico de la zona El segundo de estos eminentes científicos es el Barón Alejandro de Humboldt, quien en su periplo por el territorio nacional el 19 de agosto de 1799 visita las ruinas del castillo de Araya además de realizar estudios, astronómicos, geográficos, geológicos, zoológicos y botánicos. Al igual que Löfling, estudia el fenómeno de la bioluminiscencia de las aguas de la región
Pese a que el Castillo de Araya dejó de tener funciones defensivas en la península en 1762, las salinas siguieron siendo explotadas por particulares hasta que en 1872 fueron adquiridas por el Estado venezolano durante el gobierno de Antonio Guzmán Blanco. 
A finales de la década de los 50 del siglo XX fue escenario del documental "Araya" dirigido por Margot Benacerraf, el cual ganó el Premio Internacional de la Crítica del Festival de Cannes en 1959.
El 31 de octubre de 1960, durante el gobierno del presidente Rómulo Betancourt, el castillo fue declarado monumento histórico nacional según Gaceta Oficial N° 26395.
En el año 2002 fueron nacionalizadas las Salinas de Araya con la empresa ENSAL.
Para 2017, se reportaron la presencia de piratas de mar en playas aledañas de esta localidad y de clanes o pandillas dedicados a esta actividad delictiva.

### Castillo de Araya
La Real Fortaleza de Santiago de Arroyo de Araya, conocida como el Castillo de Araya, es una fortificación de piedras y madera ubicada en una colina del pueblo desde 1630. La fortificación fue construida para proteger a la Península de Araya de incursiones de la flota holandesa que pretendía ocupar las salinas en manos españolas.
Para enero de 1625 se había construido el primer baluarte de lo que se considera la más importante fortaleza de las provincias de Venezuela. Al poco tiempo de construida, se habilitó cerca de la salina el puerto de Guamache, el cual facilitó el tráfico de provisiones y defensa del castillo. El castillo fue volado parcialmente en 1762. El 31 de octubre de 1960, las ruinas del castillo fueron declaradas monumento histórico nacional con acceso restringido para los turistas.

## Geología

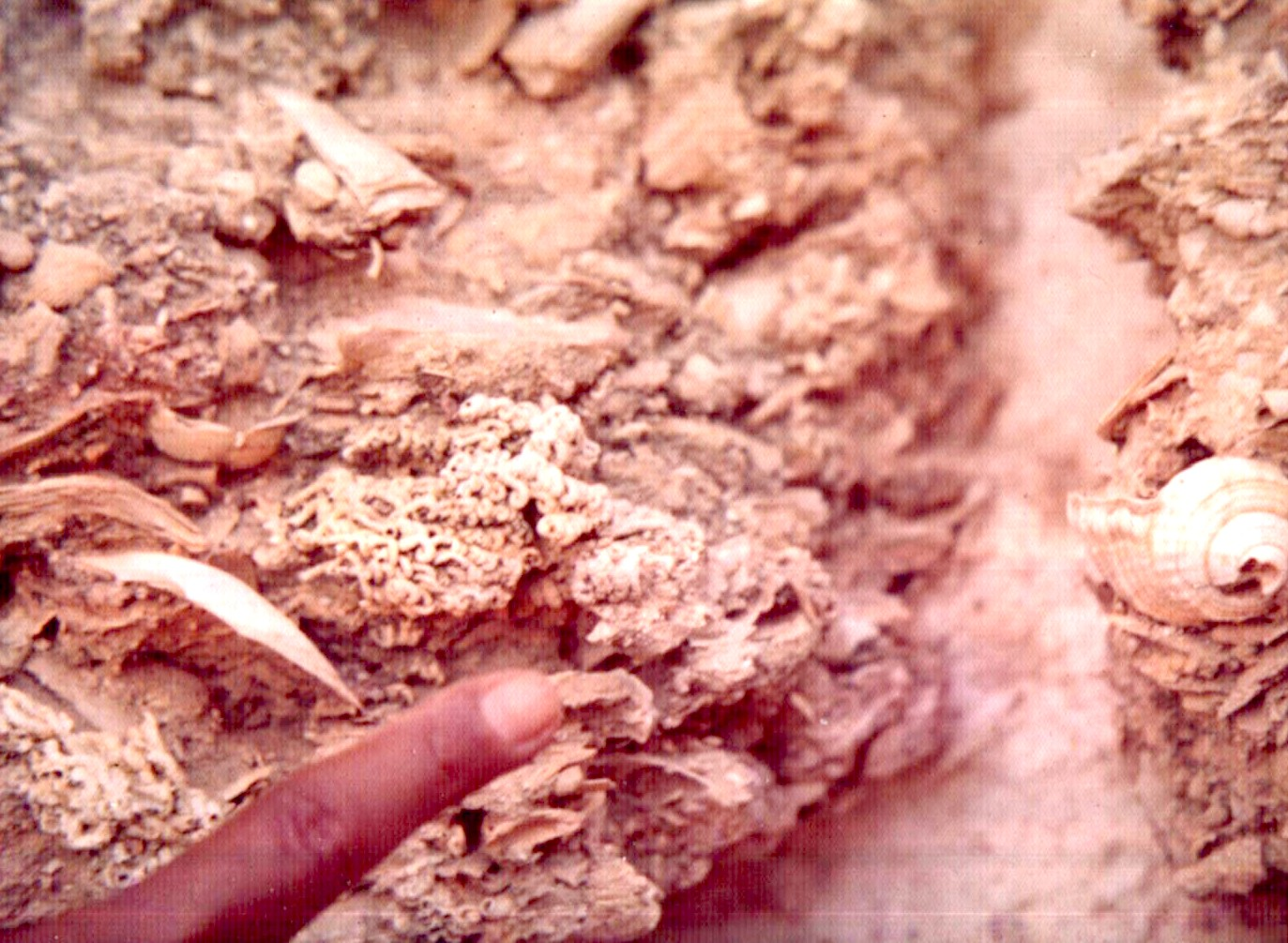
Fósiles de región del Castillo de Araya

El área de Araya está constituida o integrada por accidentes geográficos del Neógeno entre los que destacan los cerros de El Macho, Amarillo, Barrigón, Guamache, la terraza Cuaternaria denominada "Terraza del Castillo" o “Formación Castillo de Araya” la cual tiene una edad de unos 130000 años y finalmente otras terrazas más recientes Esta localidad fue reseñada por Alejandro de Humboldt en 1799 en su viaje a Cumaná y la península de Araya. En los cerros e inmediaciones de Araya es común encontrar una abundante fauna fósil la cual está conformada por moluscos, equinodermos, icnofósiles, corales e ictiofauna caracterizada por dientes de tiburón. De esta fauna destacan los moluscos entre los cuales se pueden los siguientes gastrópodos: Fusinus closter caboblanquensis, Oliva (Ispidula) schepmani, Architectonica granulata, Turritella ganutensis, Turritella mimetes, Turritella altilira gupyyi, Turritella maiquetiana, Turritella mimetes, Turritella abrupta, Petaloconchus sculpturatus, Strombus pugilis pugilis y Vasum muricatum charagatoensis así como los bivalvos: Amusium zamorensis, Glycymeris canalis, Crassostrea virginica sucrensis y Trachycardium muricatum

## Sitios de interés
- Plaza Bolívar
- Castillo de Araya
- Estadio de Béisbol Arquímedes Rojas
- Estadio Municipal de Fútbol
- Ateneo de Araya
- Polideportivo Municipal de Araya
- Salinas ENSAL
- Playa el Castillo
- Playa Boulevard
- Iglesia Virgen de las Aguas Santas
- Salinas de Araya

## Galería

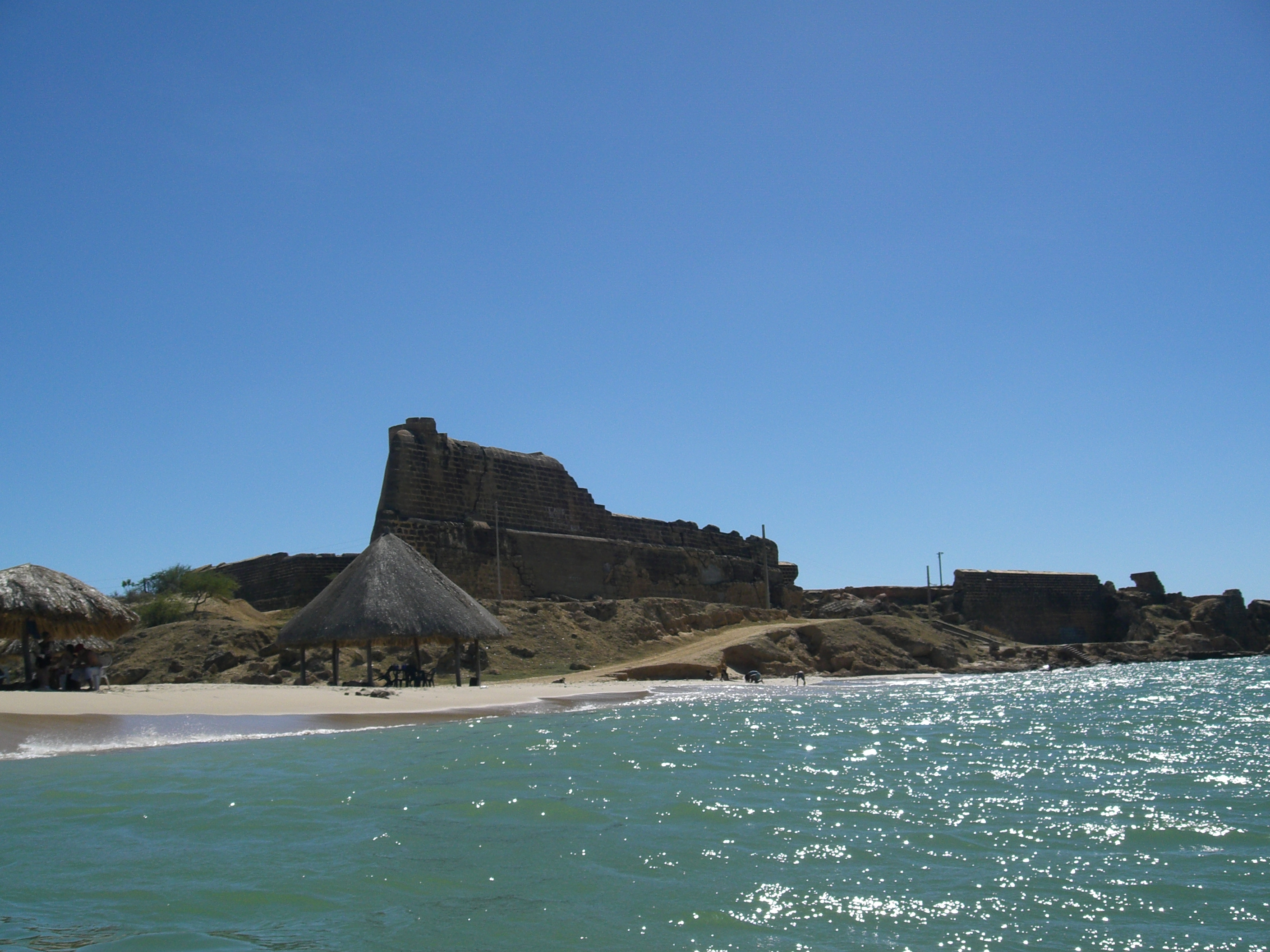
Castillo de Araya
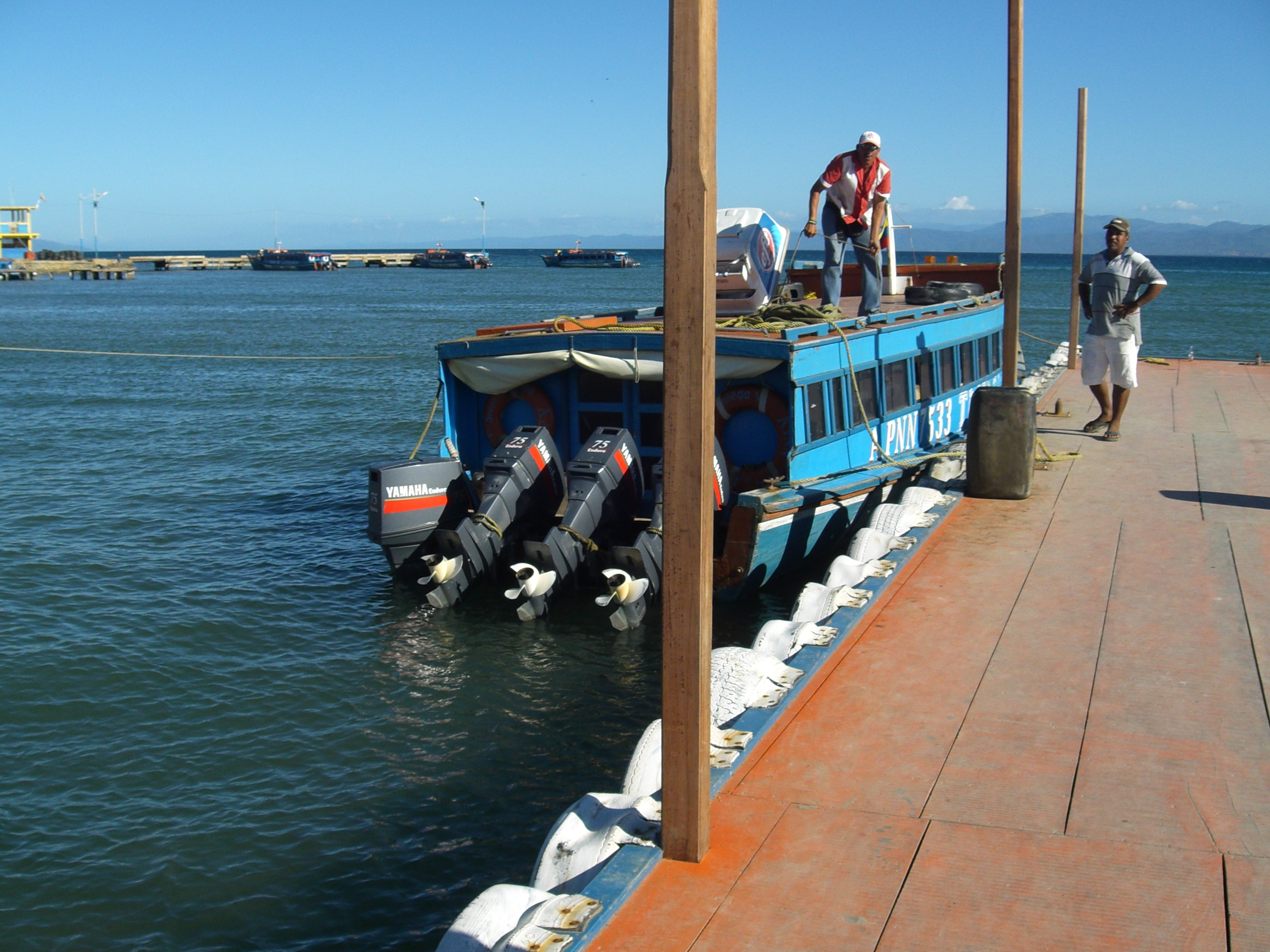
Bahía de "Tapaíto".
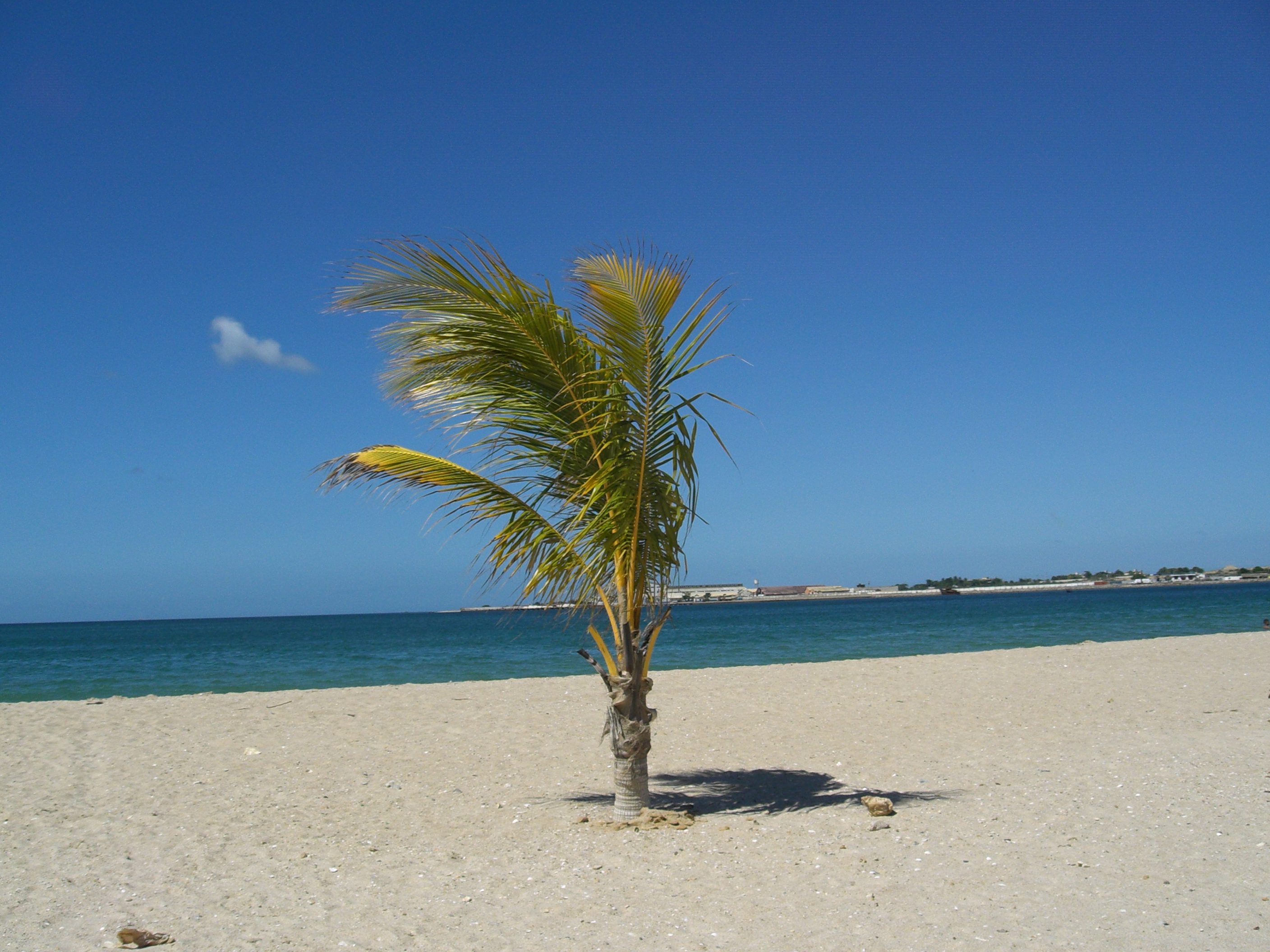
Playa El Castillo
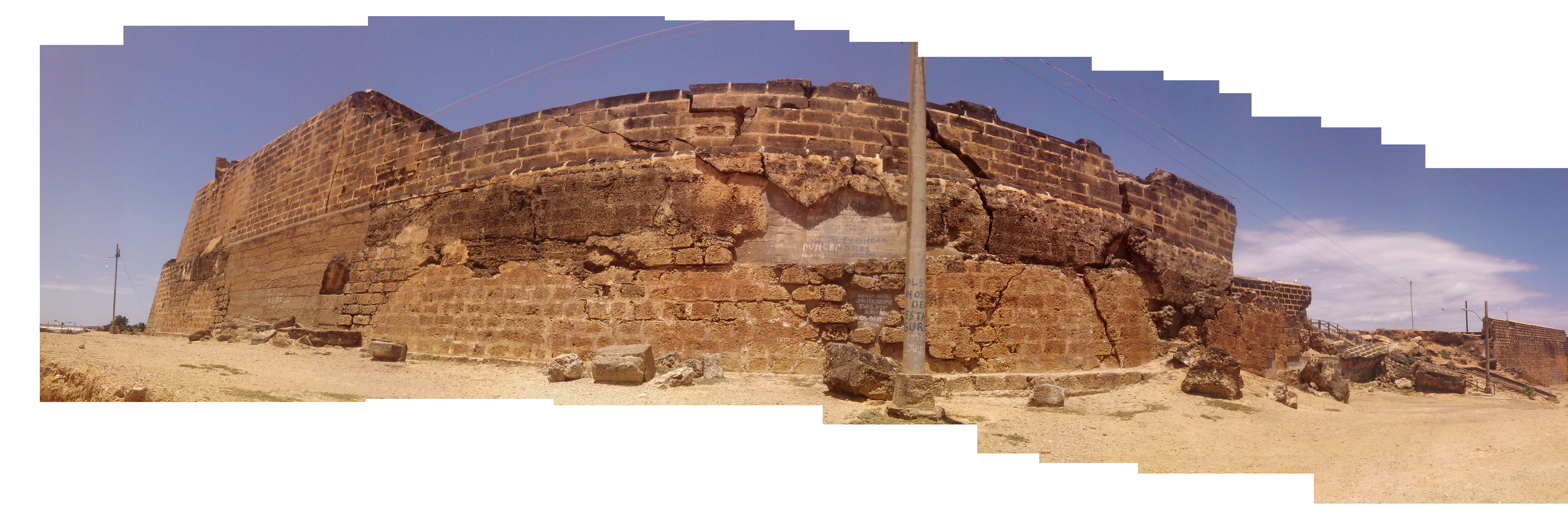
Lateral-Castillo de Araya
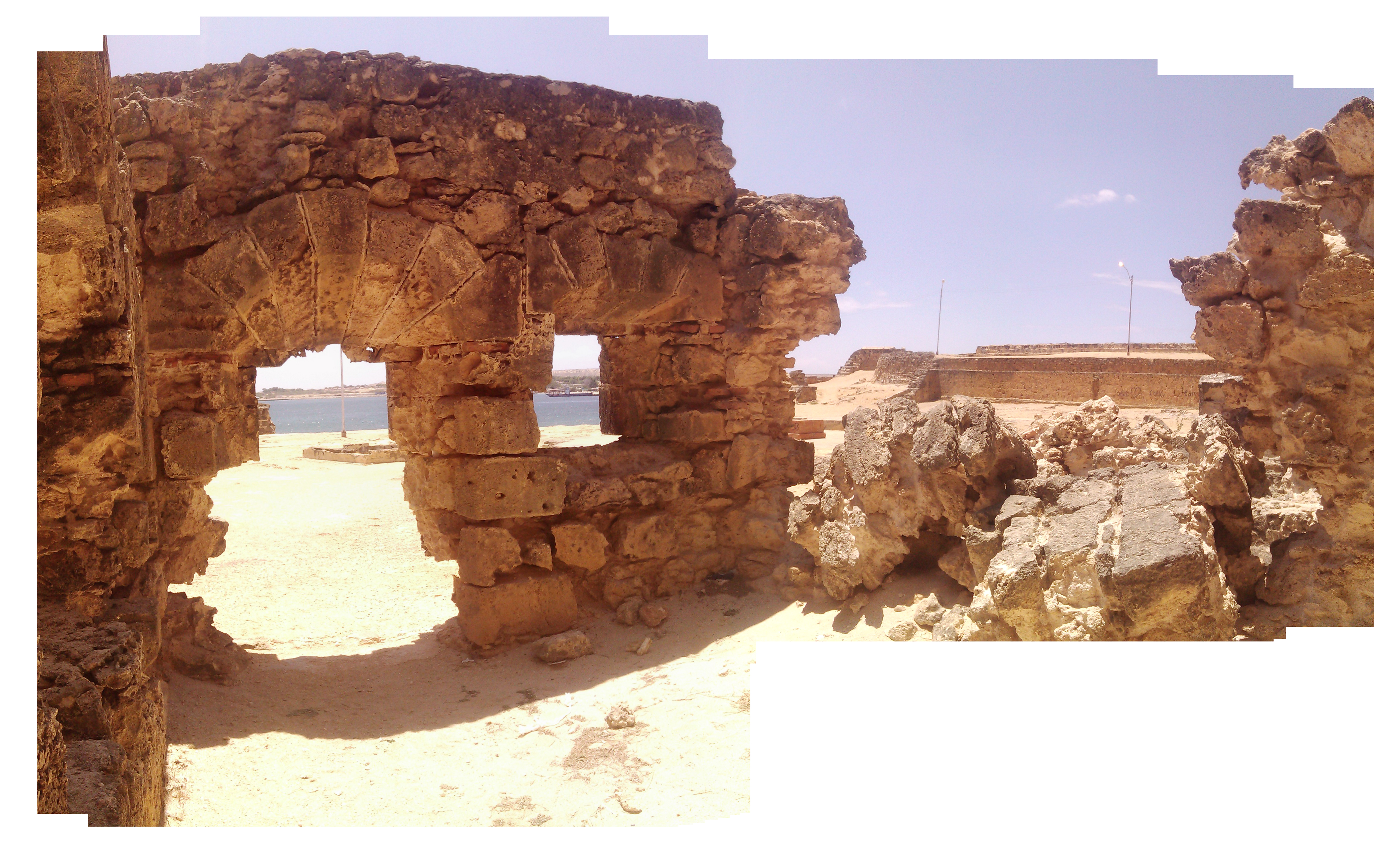
Interior - Castillo de Araya
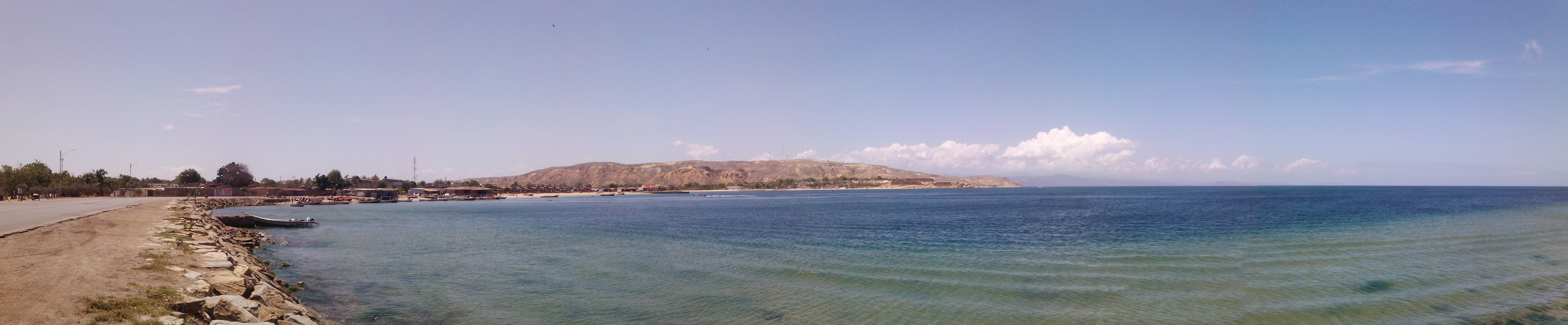
Al frente el Castillo de Araya

## Videos
- Salina de Araya
- La última vez que vimos en producción las Salinas de Araya en el Estado Sucre. Venezuela..avi
- Araya (fragmento de la película de la Cineasta Margot Benacerraf)

- Datos: Q2859596
- Multimedia: Araya (Venezuela) / Q2859596
- Guía turística: Araya